# Thrombophyton trachydermum
Thrombophyton trachydermum is een zachte koraalsoort uit de familie Alcyoniidae. De koraalsoort komt uit het geslacht Thrombophyton. Thrombophyton trachydermum werd in 2003 voor het eerst wetenschappelijk beschreven door McFadden & Hochberg. 